# MUH〜
MUH〜（ムー）は、2003年、テレビ東京系『品川庄司の秋葉★りむじん』から誕生した、3人組女性ライブアイドルユニットである。2007年7月7日のライブを最後に解散。

## メンバー
- 森由理香
1984年1月23日生まれ。身長151cm。スリーサイズB84-W58-H84。東京都出身。リーダー。愛称は森ちゃん。イメージカラーはピンク   。
- 宇佐美なな
1985年10月23日生まれ。千葉県出身。愛称はななっぺ、なぁちゃん。イメージカラーは水色   。
- 原田明絵
1987年1月22日生まれ。身長148cm。スリーサイズB80-W59-H82。埼玉県出身。愛称は明絵。イメージカラーは黄色   。

## ユニット名
森（Mori）・宇佐美（Usami）・原田（Harada）のメンバー3人の苗字の頭文字から付けられた。これは結成当初、3人がメンバーチェンジをされたくなかったことから付けたユニット名とされる。

## ディスコグラフィー

### アルバム
- まぁまぁまぁ、（2003）-1stアルバム。すべてアニメソングのカバー曲である。
  1. タッチ『タッチ』
  2. 残酷な天使のテーゼ『新世紀エヴァンゲリオン』
  3. キャンディ・キャンディ『キャンディ・キャンディ』
  4. 風の谷のナウシカ『風の谷のナウシカ』
  5. デリケートに好きして『魔法の天使クリィミーマミ』
  6. ムーンライト伝説『美少女戦士セーラームーン』
  7. はじめてのチュウ『キテレツ大百科』
  8. キューティーハニー『キューティーハニー』
  9. となりのトトロ『となりのトトロ』
  10. めざせポケモンマスター『ポケットモンスター』
  11. 勇気の神様『ときめきメモリアル2』
  12. ハム太郎とっとこうた『とっとこハム太郎』

- ビタミン☆MUH〜（2005）-2ndアルバム。オリジナル曲が5曲収録されている。
  1. Vitamin MUH〜
  2. タッチ『タッチ』
  3. おなじ空の下
  4. 象さんのすきゃんてぃ『ハイスクール!奇面組』
  5. うれしい予感『ちびまる子ちゃん』
  6. お嫁さんになってあげないゾ『キテレツ大百科』
  7. branco
  8. 想い出がいっぱい『みゆき』
  9. お世話します!『花右京メイド隊 La Vérité』
  10. I do! テレビ埼玉『関口さんII』エンディングテーマ
  11. Arrival
  12. ラムのラブソング『うる星やつら』
  13. 愛・おぼえていますか『超時空要塞マクロス 愛・おぼえていますか』
  14. ゲキテイ（檄!帝国華撃団）『サクラ大戦TV』

### DVD
- MUH〜★ぞくっ（2005）
- MUH〜Thank You（2007）

## ライブ
主に学園祭や秋葉原などで行われる無料ライブや、都内のライブハウスでのライブに出演していた。
2006年7月には、初のソロライブを行い、その後も数ヶ月に一度のペースで開催されていた。ソロライブでは、MUH～のメンバー本人達が考えた演出やサプライズなどもあった。
ライブで歌われる曲には、上記の2枚のアルバムには未収録の曲も含まれていることが多かった。例えば、「ハッピー☆マテリアル」、「Believe」、「Heartbeat」、「ハロー!サンキュー! 」、「true blue」、「Dream×Dream」、「EQUALロマンス」、「運命'95」などで、これらの曲もすべてアニメソングのカバー曲である。